# Saint-Clair (Vienne)
Saint-Clair település Franciaországban, Vienne megyében. Lakosainak száma 205 fő (2022. január 1.). Saint-Clair Aulnay, La Chaussée, Martaizé, Moncontour és Saint-Jean-de-Sauves községekkel határos.

## Népesség
A település népessége az elmúlt években az alábbi módon változott:
| Lakosok száma | 203  | 201  | 205  | 196  | 198  | 198  | 198  | 202  | 205  |
|               | 2013 | 2015 | 2016 | 2017 | 2018 | 2019 | 2020 | 2021 | 2022 |